# Marktkirche (Paderborn)

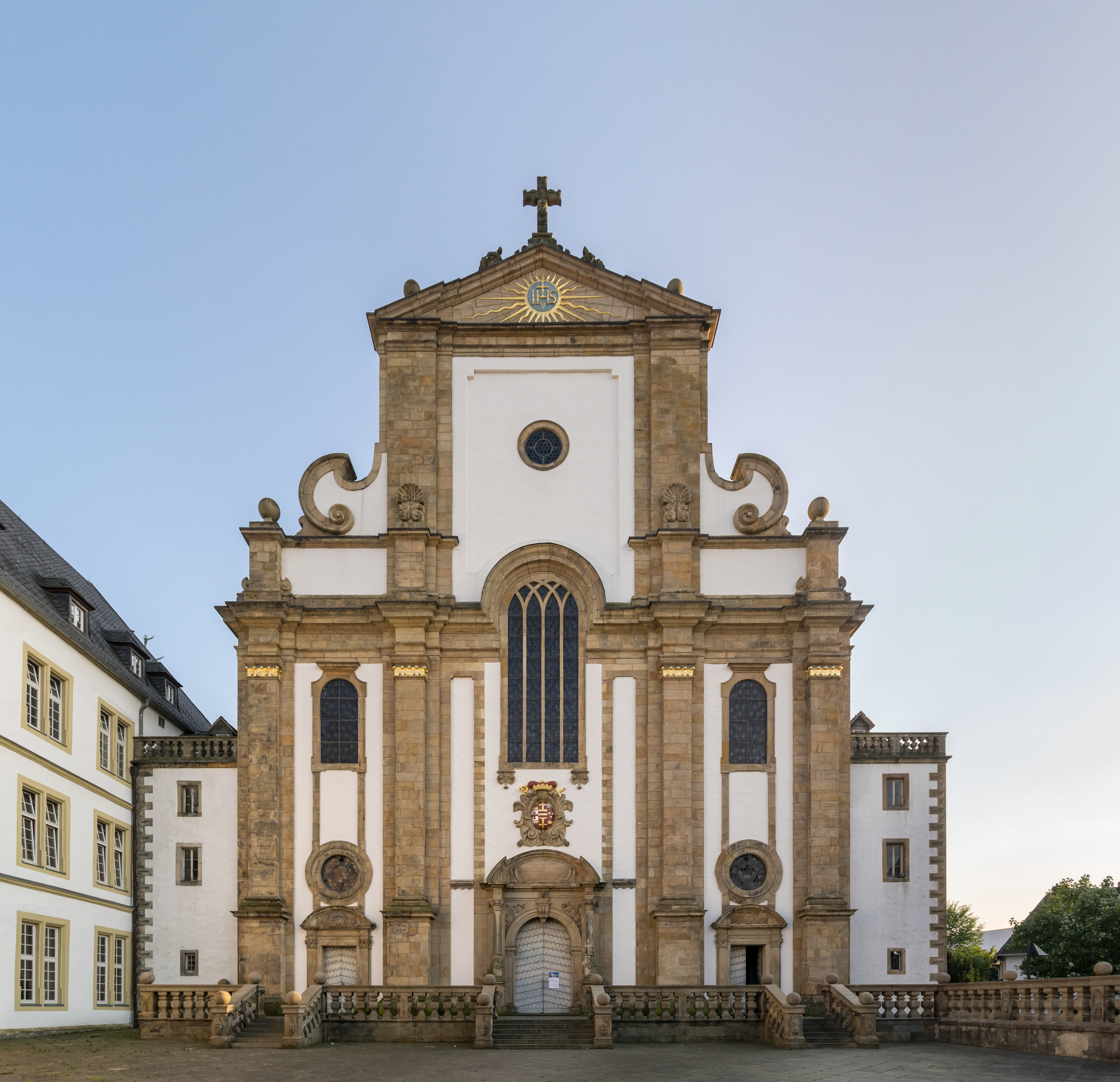
Marktkirche

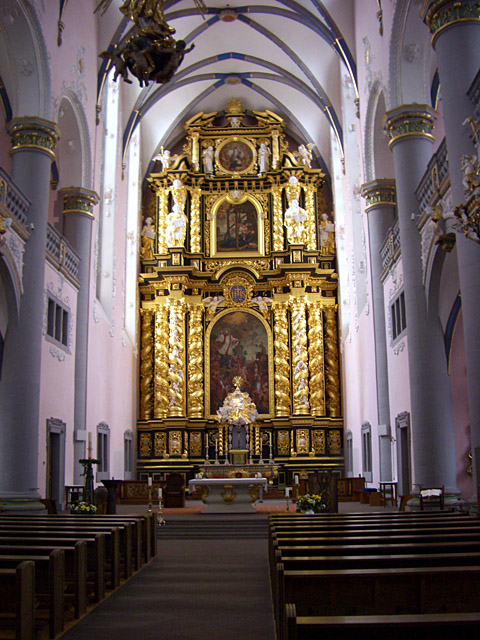
Barockaltar der Marktkirche

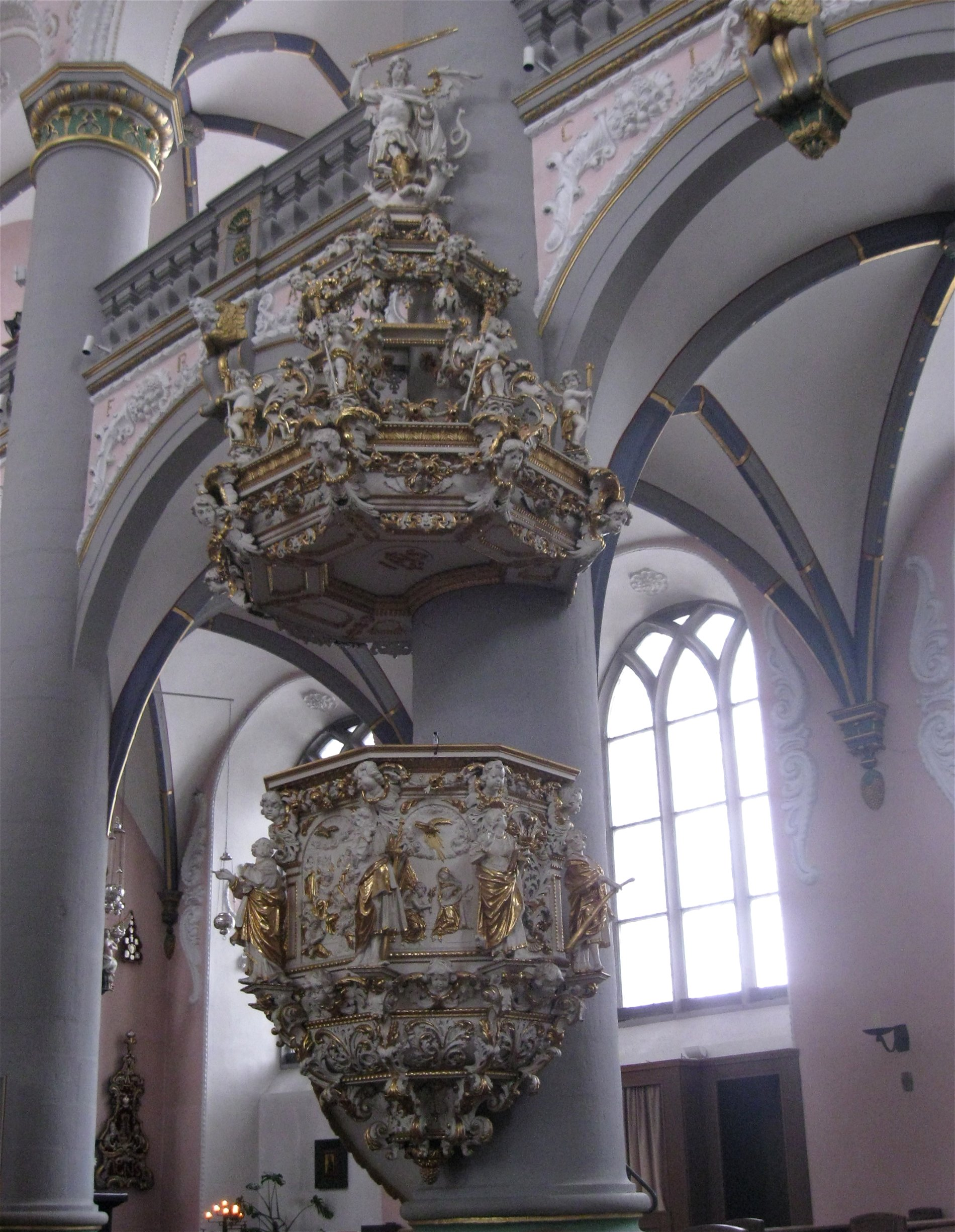
Kanzel

Die ehemalige Jesuiten- und Universitätskirche, Sankt Franz Xaver, auch „Marktkirche“ genannt, liegt in der Stadtmitte Paderborns, nahe dem Rathausplatz und direkt neben dem Gymnasium Theodorianum, das donnerstags die Kirche für die katholischen Schulgottesdienste nutzt. Zudem ist die Marktkirche neben der Gaukirche zum heiligen Ulrich und der Busdorfkirche „Sankt Petrus und Andreas“ Pfarrkirche der 1998 gegründeten Paderborner Innenstadtpfarrei „Sankt Liborius“.
Der Name „Marktkirche“ wurde ihr von der evangelischen Marktkirche St. Pankratius am heutigen Marienplatz inklusive Pfarrrechte übertragen, als diese im Zuge der Gegenreformation als Exempel gewaltsam geschlossen und schließlich 1784 wegen Baufälligkeit abgebrochen wurde.
Der Grundstein der heutigen Marktkirche wurde 1682 durch Fürstbischof Ferdinand von Fürstenberg gelegt. Die Pläne für die dreischiffige barocke Emporenbasilika stammen vom Jesuiten-Laienbruder Anton Hülse. Nach nur zehnjähriger Bauzeit wurde sie am 14. September 1692 als Jesuitenkirche geweiht. Die Kirche war schon bei ihrer Gründung Universitäts- und Gymnasialkirche.

## Baugestalt
Eine 1681 entstandene erste Planserie von Antonio Petrini aus Würzburg sah bereits eine Emporenbasilika, wenngleich in klassischen Formen mit raumhohen Pilastern und barocken Gratgewölben vor, aber ohne Chorausgrenzung. Anstelle dieses als zu kostspielig angesehenen Plans  legte Anton Hülse 1682 eine neue Planung vor, die auch der Ausführung 1683–86 zugrunde lag.  Wie in den beiden Jesuitenkirchen von Münster und Köln verwendete Hülse hierbei durchgehende Rundpfeiler und vor allem gotische Rippengewölbe. Die zweigeschossige Fassade wird durch Pilastervorlagen und Blendfelder kräftig gegliedert und mit einem Dreiecksgiebel geschlossen, das gotisch gehaltene Maßwerkfenster durch das rundbogig herumgeführte Gesims betont. In ihrer nachgotischen Gestaltung übte die Paderborner Jesuitenkirche einen wesentlichen Einfluss auf den weiteren Kirchenbau des Weserbarock aus.

## Barockaltar
Im Zweiten Weltkrieg wurde der Barockaltar im März 1945 vollständig zerstört. Durch Initiative u. a. des ehemaligen Schulleiters des Theodorianums Franz Josef Weber und des Initiators Georg Hagenhoff, 1. Vorsitzender des Heimatvereins Paderborn e. V., wurde der Förderverein Barockaltar der Marktkirche e. V. im März 1985 durch den Heimatverein Paderborn e. V. gegründet und Franz Josef Weber zum 1. Vorsitzenden berufen, nachdem im Februar eine Rekonstruktion durch den Landeskonservator Dietrich Ellger in einem Vortrag in der Spardose der Sparkasse Paderborn für möglich gehalten worden war. Zusammen mit der Stadt Paderborn und dem Land Nordrhein-Westfalen wurden die Kosten gedrittelt.
In acht Bauabschnitten wurde die vollständige Rekonstruktion anhand von Fotos und Vorlagen durchgeführt.
In den ersten beiden Bauabschnitten (1989–1990 und 1990–1993) wurde die „Großarchitektur“ für ca. 1,8 Mio. DM wiederhergestellt, d. h. die drei Etagen des 20,75 m hohen, 10,20 m breiten und 4 m tiefen Altars, mitsamt den zwölf gedrehten Säulen, die jedoch in dieser Phase noch glatt und weiß blieben. Eine Henkelvase und ein 1,7 m hohes und vier Zentner schweres Jesuitenwappen mit den bekannten Initialen IHS wurden angebracht.
Im 3. bis 5. Bauabschnitt (1993–1994, 1995 und 1996–1997) wurden für ca. 2,7 Mio. DM mit Hilfe von renommierten Bildhauern die Ornamentik, der florale Dekor und die Putten wiederhergestellt.
Im 6. und 7. Bauabschnitt (1998–2000 und 2000–2001) wurden die restlichen Arbeiten am floralen Dekor abgeschlossen, die vier Evangelistenfiguren in der zweiten Etage erstellt und mit der Vergoldung begonnen. Die Kosten dafür betrugen ca. 2,2 Mio. DM.
Im 8. und letzten Bauabschnitt (2002–2004) wurde die Vergoldung und Farbgebung für ca. 1,3 Mio. DM vervollständigt. Insgesamt sind in den 15 Jahren Bauzeit 8 Mio. DM (ca. 4 Mio. Euro) in die Rekonstruktion geflossen.

## Orgel
Für die frühere Kirche des Jesuitenkollegs stiftete Fürstbischof Dietrich von Fürstenberg 1616–1618 eine neue Orgel von 12 Registern, die zunächst in den Kirchenneubau übernommen wurde. Erst 1730 wurde ein neues Orgelgehäuse errichtet, das, aufgeteilt in zwei Werken, seitlich des großen Fassadenfensters aufgestellt war und damit eine wichtige raumgestalterische Funktion ausübte. 1735–36 wurde das Werk um 800 Reichstaler wahrscheinlich durch Johann Patroclus Möller aus Lippstadt unter Verwendung der Register der älteren Orgel eingebaut. 1874–76 wurde durch Carl August Randebrock aus Paderborn ein neues Werk im alten Gehäuse errichtet, 1963–64 die 1945 zerstörte Orgel durch einen Neubau ersetzt. Eine Rekonstruktion des barocken Orgelprospekts unterblieb, obgleich es zusammen mit dem Hochaltar eine entscheidend zur räumlichen Wirkung der Kirche beigetragen hatte.
Disposition vor 1690:
| Manual, Springlade |                |     |
| 1.                 | Praestant      | 8′  |
| 2.                 | Bordun         | 16′ |
| 3.                 | Hohlpfeife     | 8′  |
| 4.                 | Quintade       | 8′  |
| 5.                 | Octav          | 4′  |
| 6.                 | Gemshorn       | 4′  |
| 7.                 | Querflöte      | 3′  |
| 8.                 | Blockflöte     | 2′  |
| 9.                 | Echo           | 2′  |
| 10.                | Sesquialter II |     |
| 11.                | Mixtur III–IV  |     |
| 12.                | Trompete       | 8‘  |

Disposition 1845 (vermutlich Originaldisposition von 1735):
| Hauptwerk, Springlade C–c3 |                 |     |
| 1.                         | Praestant       | 8′  |
| 2.                         | Bordun          | 16′ |
| 3.                         | Hohlflöte       | 8′  |
| 4.                         | Viola da Gamba  | 8′  |
| 5.                         | Quinte          | 6′  |
| 6.                         | Octav           | 4′  |
| 7.                         | Douce Flöte     | 3′  |
| 8.                         | Octav           | 2′  |
| 9.                         | Sesquialter III | 3′  |
| 10.                        | Mixtur V        | 2′  |
| 11.                        | Zimbel III      | ½′  |
| 12.                        | Trompete        | 8′  |
| 13.                        | Vox Humana      | 8′  |

| Positiv, Springlade C–c3 |                 |    |
| 14.                      | Praestant       | 8′ |
| 15.                      | Gedackt         | 8′ |
| 16.                      | Gedackt         | 8′ |
| 17.                      | Rohrflöte       | 4′ |
| 18.                      | Quinte          | 3′ |
| 19.                      | Octav           | 2′ |
| 20.                      | Flöte           | 2′ |
| 21.                      | Mixtur II – III | 1′ |

| Pedal, Springlade C–c1 |           |     |
| 22.                    | Praestant | 16′ |
| 23.                    | Octavbass | 8′  |
| 24.                    | Octav     | 4′  |
| 25.                    | Flöte     | 2′  |
| 26.                    | Mixtur IV | 2′  |
| 27.                    | Posaune   | 16′ |
| 28.                    | Trompete  | 8′  |
| 29.                    | Kornett   | 2′  |